# 高松第一高等学校
高松第一高等学校 （たかまつだいいちこうとうがっこう,英: Takamatsu First Senior High School、英略称：TFSH）は、香川県高松市桜町二丁目に所在する市立の高等学校。通称「一高（いちこう）」、「高一（たかいち）」。文部科学省のスーパーサイエンスハイスクール（SSH）に認定されている。

## 概要
校舎は名勝栗林公園に程近い住宅地にある。1928年に設立した『高松市立第一中学校』（旧制中学校）と、1915年に設立した『高松市立実科高等女学校』が前身。幾度かの校名変更を経たのち、1948年の学制改革により『高松第一高等学校』と『高松第二高等学校』となった両校が、翌1949年に統合して現在に至る。設置者は高松市であり香川県内唯一の市立高等学校であるが校名に高松市立は付かない。
学区
第一学区（東讃）
教育理念（2019/10/13現在）
高松第一高等学校は、国際社会や国家、地域で活躍し、人類の福祉や文化の向上に貢献できる創造的な知性や豊かな人間性・社会性を身につけるとともに、生涯にわたって自己実現を図ることができる心身ともにたくましく、自主と自律に拠る自由の精神を備えた人間の育成をめざす。
教育方針（2019/10/13現在）
創造的な知性を身につけた人間の育成
自ら学び自ら考える意欲や知的探求心を喚起して一人一人の個性や能力を最大限に伸長し、国際的、人類的視野を持つ創造性豊かな知性を身につけた人間を育成する教育を推進する。
豊かな人間性、社会性を身につけた人間の育成
国際文科コースの学習プログラムの充実を図るとともに、海外研修や外国人講師の招へい等、国際交流を活発にして時代に即応した教育内容の充実に努める。
心身ともにたくましい人間の育成
多彩な学校生活を展開するなかで、自らの生涯にわたって希望を実現できるよう困難な課題に直面しても粘り強く取り組む姿勢を培い、心身ともにたくましい人間を育成する教育を推進する。
自主と自律に拠る自由の精神を備えた人間の育成
学校の内外にわたって特色ある教育活動を積極的に行い、自ら目標を定めて主体的に取り組み、自ら律して品位ある生活を営む姿勢を培い、自由の精神を備えた人間を育成する教育を推進する。
教職員の不断の研鑽と組織的な教育の推進
教育目標の達成のため、自らの資質能力の向上をめざして教職員が不断の研鑽を重ねるとともに、組織的な連携による教育を推進する。
生徒・保護者・教職員の三者一体となった教育の推進
生徒・保護者及び教職員が、相互に理解、連携、協力し、一体となった教育を推進する。
授業
50分×7限の授業が週3日、50分✕6限の授業が週2日行われている。
進路
県下トップクラスの進学校である。
校歌
作詞 堀沢周安、作曲 船橋栄吉
一、屋島を出づる朝日影
　　さすや若木の桜町　
　　そよ吹く風に勇み立つ　
　　日本心の駒並べて　
　　学の道を踏み行けば　
　　紫雲山麓花爛漫
二、讃岐の海の新潮の　
　　音にも胸は清けきを　
　　渚に寄する重波の　
　　一つ一つに輝ける　
　　希望の光齎して　
　　玉藻城頭月玲瓏
三、雲に嘯く高松の　
　　高き教を守りつつ　
　　誠捧げて世に立たん　
　　吾等が意気の雄々しさを　
　　彼方の空に標して　
　　阿讃連峯雪皚々

## 設置課程
普通科は入学時の選択により一年次は文理コース、国際文科コース、特別理科コースの3コースに分かれて学ぶ。2年進級時に再度のコース選択を行い、進路の希望に応じた専門性の高い課程で学ぶことが可能。文理コースは文系コースと理系コースに分かれるほか、文系コースの中に新たに美術専門コースが設置される。2年次の進路選択では普通科の普通クラスから特別理科コースに入ったり、特別理科コースから普通文理コースに入ったりの変更は認められるが、3年次では特別理科コース普通クラス間の進路変更は認められない。
- 普通科
  - 文理コース - 2年次より文系コース、理系コースに分かれる。
  - 国際文科コース（文系クラスのひとつとして）
  - 特別理科コース（理系クラスのひとつとして）
  - 美術専門コース - 2年次より文系コースの中に設置される。
- 音楽科（音楽に関する学科　声楽及び器楽）

## 沿革
高松第一中学校
- 1928年（昭和3年） - 高松市立第一中学校の設立認可。
- 1929年（昭和4年）
  - 4月 - 香川県高松第一中学校と改称。
  - 9月 - 桜町の現在地に移転。
- 1943年（昭和18年） - 第2部（夜間課程）を設置。
- 1948年（昭和23年） - 学制改革により高松第一高等学校となる。

高松市立高等女学校
- 1915年（大正4年） - 高松市立実科高等女学校の設立認可。
- 1929年（昭和4年） - 香川県高松実科高等女学校と改称。
- 1940年（昭和15年） - 高松市立高等女学校の設立および香川県高松実科高等女学校の廃止許可。
- 1948年（昭和23年） - 学制改革により高松第二高等学校となる。

高松第一高等学校
- 1949年（昭和24年） - 高等学校再編成により、高松第一高等学校と高松第二高等学校を統合し、新たに高松第一高等学校となる。廃校となった私立屋島高等学校の生徒を受け入れる。
- 1950年（昭和25年） - 女子部（旧: 高松二高）が上福岡町から桜町に移転。
- 1953年（昭和28年） - 第8回国民体育大会の柔道競技会場となる。昭和天皇が競技視察のために行幸[1]。
- 1979年（昭和54年） - 音楽科を設置。
- 1985年（昭和60年） - 定時制課程が閉校。
- 2002年（平成14年） - スーパーイングリッシュランゲージハイスクールに指定される。
- 2010年（平成22年） - スーパーサイエンスハイスクールに指定される。
- 2015年（平成27年） - スーパーサイエンスハイスクールに再指定される。
- 2019年（平成31年） - 校舎改築工事開始。
- 2021年（令和3年） - 新校舎使用開始。

## 部活動
文化部
- 物理部
  - 物理チャレンジ、香川県科学体験フェスティバル、科学の甲子園、高松市教育フォーラムなどに出展・出演している。
  - イベント開催にあたっては科学生物部と合同で活動することも多い。
- 化学生物部
  - 物理部と合同で活動することがある。
  - 2007年度より化学部・生物部が合同
  - 紫雲山に登りに行くことがある。
- 吹奏楽部
  - 全日本吹奏楽コンクール四国支部大会に50年連続出場、全国大会にも12回出場、全日本アンサンブルコンテストに19回出場などの成績を残している。
- 合唱部
  - 全日本合唱コンクール、NHK全国学校音楽コンクールなど、全国レベルの大会で入賞している。
- フォーク部
- ギター・マンドリン部
- 書道部
  - 国際高校生選抜書展（書の甲子園）など全国レベルの大会で入賞する実績を上げている。
- 美術部
- 写真部
- 茶華部
- 手芸部
- 調理部
- ESS部
- 文芸部
- 放送部
  - NHK放送コンテストに参加
- 新聞部
  - 年に数回、一高新聞を発行する。
- 社会科研究部
  - 2020年1月廃部
- 演劇部（2006年度末で廃部）

運動部
- ヨット部（2013年度より部活動復帰）
  - 全国高等学校総合体育大会出場（2014年）
  - 全国高等学校総合体育大会出場（2017年）

- 野球部
  - 選抜高等学校野球大会出場1回（成績詳細）
  - 全国高等学校野球選手権大会出場3回（成績詳細）
  - 校内に十分な練習場を設けることができず、東部運動公園に桜紫会寄贈の専用バスで移動し活動する。
- 陸上部
- 弓道部
- 剣道部
- 水泳部
- 卓球部
- バスケットボール部
- ハンドボール部
- バレーボール部
  - 男子インターハイ出場（2015年）
- ソフトテニス部
- バドミントン部
  - 全国高等学校選抜バドミントン大会男子団体ベスト4（2010年）
- サッカー部
- ダンス部
- 新体操部
- 山岳部
- 硬式テニス部（2007年度より同好会から昇格）
- 柔道部（桜町中と合同練習　2018年度をもって部員0名になり廃部）
- 空手道部（2006年度末で廃部）

同好会
- 囲碁・将棋同好会

特別委員会
- 応援特別委員会
  - 野球部の全国高等学校野球選手権大会1回戦を盛り上げるために結成される。練習の成果を出せるのは1回戦のみであるため（一部例外を除く）、野球部や生徒会、ダンス部と連携しガンバル。
- ボランティア特別委員会
- 人権特別委員会（人権クラブ）

## 学校行事
HP記載ページ　http://www.taka-ichi-h.ed.jp/life3.html
- 体育祭
  - 屋島レクザムフィールドで開催
- 一高祭 
  - 例年、9月の第二土曜日・日曜日を中心に、高松市内中心部の主な公立高校と同日程で学園祭が行われる。日頃の学習活動・部活動の成果の発表を目的とする。物理部の巨大ソーラーバルーンや書道部のうちわ配布が人気を博す。ソーラーバルーンはNHK「千人の力」で取り上げられるなどの実績もある。
- 定期演奏会
  - 音楽科、吹奏楽部、合唱部など
- スポーツクラスマッチ
  - 6月中旬、3月中旬に行われる。運営は体育委員会。種目は時期や校舎改築状況に応じて異なる。

## 学校関係者と組織

### 同窓会
同窓会は1953年に設立された『桜紫会』（おうしかい）。名称は学校が所在する『桜町』と高松市内の山『紫雲山』による。地方支部として『関東桜紫会』、『関西桜紫会』などがある。このほかに吹奏楽部卒業生による組織『一吹会』（いっすいかい）もある。

### 著名な出身者
政治
- 大野功統 - 衆議院議員、元防衛庁長官
- 平井卓也 - 衆議院議員、元デジタル大臣
- 喜岡淳 - 元参議院議員

実業
- 木村操 - 名古屋鉄道社長
- 古竹孝一 - いすみ鉄道社長、日新タクシー会長

研究
- 鳥山敏子 - 教育者
- 尾木直樹 - 教育評論家、法政大学教授

文化
- 大藪春彦 - 作家
- 南原清隆 - お笑い芸人、ウッチャンナンチャン
- 小西マサテル - 放送作家
- 岡佳奈 - 元RKB毎日放送、元中国放送アナウンサー
- 小林大輔 - 元フジテレビアナウンサー
- 日野真 - 西日本放送アナウンサー
- 真鍋井蛙 - 篆刻家
- 石井雅登 - 舞台俳優
- 内海雅智 - ミュージカル俳優
- 和泉美沙希 - タレント、アイドルユニット「あと3センチ」メンバー
- 佐竹明咲美 - テレビせとうちアナウンサー
- 森夏美 - 岡山放送アナウンサー
- 是永千恵 - NHKアナウンサー

音楽
- 川井郁子 - ヴァイオリニスト
- 稲垣飛鳥 - フルート奏者
- 伊達英二 - 声楽家
- 田中雅純 - 声楽家
- 廣瀬貴雄 - トロンボーン奏者
- 松原美香 - 声楽家

スポーツ
- 山下健 - 元プロ野球選手
- 松岡雅俊 - 元プロ野球選手
- 中西太 - 元プロ野球選手・監督、1999年野球殿堂入り
- 荒井健 - 元プロ野球選手
- 近藤昭仁 - 元プロ野球選手・監督
- 東山親雄 - 元プロ野球選手
- 齊藤信介 - 元プロ野球選手
- 児玉広志 - 競輪選手

その他
- 佐々木公一 - ALS患者、NPO法人わの会理事長

上記の他、Category:高松第一高等学校出身の人物を参照。

## 交通機関アクセス
- 高松琴平電気鉄道琴平線 栗林公園駅 - 徒歩約2分
- JR高徳線 栗林駅 - 徒歩約8分
- ことでんバス ショッピング・レインボー循環バス 高松一高前バス停 下車すぐ

### 観光名所
- 栗林公園

### 医療施設
- 独立行政法人地域医療機能推進機構　りつりん病院（JCHO）
- 花ノ宮クリニック

### 公共施設（教育機関を除く）
- 高松市保健所
- ハローワーク高松

### 教育施設
- 高松市立桜町中学校（本校の南側に細い道を挟んで隣接している）
- 高松市立栗林小学校
- 桜町保育所
- 栗林幼稚園
- 桜町聖母幼稚園

### 寺院
- 妙泉寺

### 道路
- 香川県道160号高松港栗林公園線
- 香川県道163号栗林停車場今里線